# احمدلی
احمدلی (به لاتین: Əhmədli) یکی از شهرهای جمهوری آذربایجان است که از توابع شهر باکو است. جمعیت این شهر در سرشماری سال ۲۰۱۱ میلادی، ۱۰۶۰۰ نفر بود.